# Mula (Murcia)
Mula ist eine Gemeinde im Zentrum der Autonomen Gemeinschaft Murcia im Südosten Spaniens, mit 17.585 Einwohnern (Stand: 2024).
Sie ist der Sitz des gleichnamigen Gerichtsbezirks sowie die Hauptstadt der Comarca Río Mula. Bekannt ist der Ort für die Tamborada, ein Fest der Karwoche.

## Geographie

### Ortsteile
Die Ortsteile der Gemeinde sind Fuente Librilla, Yéchar, Los Baños de Mula, Puebla de Mula, Casas Nuevas und Niño de Mula.

### Nachbargemeinden
Die Gemeinde von Mula hat folgende Nachbargemeinden:
- Calasparra, Cieza und Ricote im Norden
- Ricote, Campos del Río, Albudeite, Alcantarilla und Murcia im Osten
- Librilla, Alhama de Murcia und Totana im Süden
- Bullas, Cehegín und Lorca im Westen
- Pliego ist komplett vom Gemeindegebiet von Mula umgeben.

### Klima
Das Klima ähnelt dem der Nachbarstadt Murcia. Es ist ein trockenes mediterranes Klima, gekennzeichnet durch niedrige und unregelmäßige Niederschläge mit einer Niederschlagsmenge von 300 bis 750 mm. Beeinflusst werden diese durch das Azorenhoch und durch häufige Kaltluftfronten. Die jährliche Durchschnittstemperatur liegt bei 18,2 °C. Insgesamt erreichen die milden Winter und die heißen Sommer über 300 Sonnentage. Im Januar liegen die Temperaturen zwischen 4 und 6 °C, im August zwischen 20 und 34 °C. Im Sommer sind Spitzenwerte von über 40 °C nicht ungewöhnlich.

### Geologie
Der Volksglaube besagt, dass die Berge rund um die Stadt vulkanischen Ursprungs sind. Jedoch bestehen die Hügel aus Kalkstein, wodurch diese Sage widerlegt wird. In den tieferen Gebieten wird dieser von den Sedimenten des Flusses Río Mula überlagert. Der Name des Ortes entstammt der Form der umliegenden Hügel, die wie Mühlsteine aussehen (Latein = mola, woraus sich später Mula bildete).

### Flora und Fauna
Die Flora um Mula hat sich den schweren Bedingungen, die durch die trockenen Sommer entstehen, gut angepasst. Immergrüne Pflanzen sind typisch für die Region. Ihre Blätter sind lederartig und durch eine Membran abgedeckt, um die Verdunstung zu minimieren. Die Bäume haben Stämme mit dicken Rinden und Wurzeln, die tief im Erdreich zum Wasser wachsen. Die Eiche bestimmt die Landschaft der Region, speziell die Steineiche und die Korkeiche, welche kleine Dehesas bilden. Häufig anzutreffen sind auch Johannisbrotbäume und Olivenbäume.

## Politik
| Legislaturperiode | Name                    | Partei          |
| ----------------- | ----------------------- | --------------- |
| 1979–1983         | Antonio Hernández Cava  | UCD             |
| 1983–1987         | Bibiano Imbernón García | PSRM-PSOE       |
| 1987–1991         | Bibiano Imbernón García | PSRM-PSOE       |
| 1991–1995         | Bibiano Imbernón García | PSRM-PSOE       |
| 1995–1999         | José Iborra             | Partido Popular |
| 1999–2003         | José Iborra             | Partido Popular |
| 2003–2007         | José Iborra             | Partido Popular |
| 2007–2011         | Diego Cervantes         | PSRM-PSOE       |
| 2011–2015         | José Iborra             | Partido Popular |
| 2015–0            | Juan Jesús Moreno       | PSRM-PSOE       |

## Wirtschaft und Infrastruktur
Die Wirtschaft von Mula basiert auf Trockenfeldbau und Viehzucht. Weiter stützt sie sich auf die Produktion von Lebensmitteln und Getränken. Im Jahre 2004 wurde das Industriegebiet El Arreaque, östlich des Stadtzentrums, eingeweiht.

## Kultur und Sehenswürdigkeiten
- Pfarrkirche San Miguel

Der Turm der San Miguel und der nebenan stehende Glockenturm bilden einen sehenswerten Rathausplatz in der Ortsmitte. Die Kirche wurde während des Spanischen Bürgerkrieges stark zerstört. Nur das Tor des Eingangs konnte gerettet werden. Alle Skulpturen und Malereien wurden vollständig zerstört. Bekannt ist, dass der Altar einen geschmückten Baldachin mit Wandgemälden aus dem Barock hatte.
Die Kirche besitzt ein lateinisches Kreuz und in den Querarmen des Querschiffes gibt es jeweils eine Kapelle. Die rechte Kapelle ist dem Adelsgeschlecht Marquesado de los Vélez geweiht und die linke Kapelle dem Apostel Philippus. Eine Reliquie des Körpers von Philippus wurde 1648 von der ersten Frau des Markgrafen Fernando Joaquín Fajardo aus Sizilien importiert.
Die seitlichen Altarretabel wurden im Jahre 1825 von Aralafe Ángel Moreno Rubio gefertigt. Das Porträt des Apostels Philippus ist aus dem späten 19. Jahrhundert von Anastasio Martines. Viele geschnitzten Figuren wurden von dem Valencianer Vicente Benedicto hergestellt: Der Erzengel Michael, nachdem die Kirche benannt ist, der Ortspatron Philippus und der heilige Expedit. Von Sánchez Lozano sind Josef von Nazaret mit Jesus (Das Jesuskind ist aus der Zeit vor dem Bürgerkrieg) und die Mater Dolorosa von Francisco. Von P. Gomara wurde die Figur des Simon Petrus gefertigt. Viele Werke wurden durch private Spenden finanziert, wie Christus am Kreuz von der Familie Pérez de los Cobos.

## Persönlichkeiten
- Patric (* 1993), Fußballspieler